# Morfasso

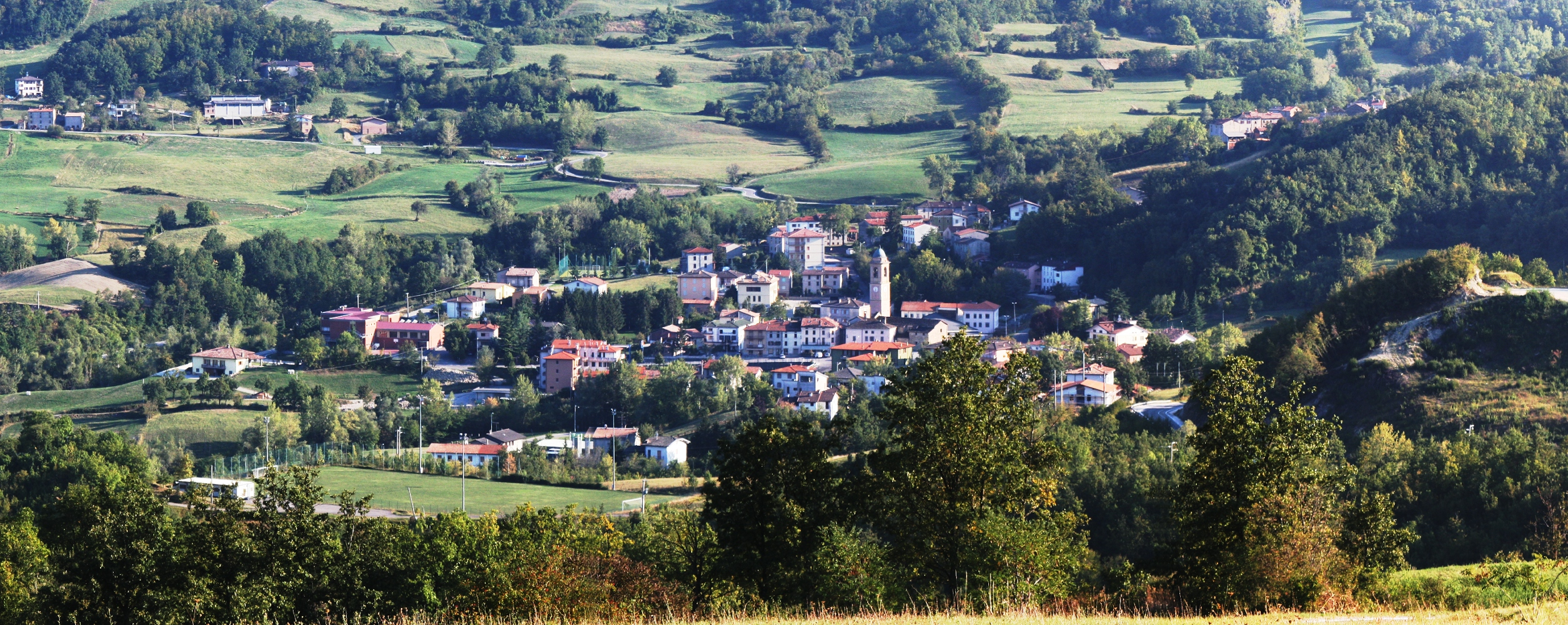
Panorama van Morfasso

Morfasso is een gemeente in de Italiaanse provincie Piacenza (regio Emilia-Romagna) en telt 1313 inwoners (31-12-2004). De oppervlakte bedraagt 83,6 km², de bevolkingsdichtheid is 17 inwoners per km².
De volgende frazioni maken deel uit van de gemeente: Casali, Monastero, Pedina, San Michele, Sperongia, Teruzzi.

## Geografie
De gemeente ligt op ongeveer 631 m boven zeeniveau.
Morfasso grenst aan de volgende gemeenten: Bardi (PR), Bettola, Bore (PR), Farini, Gropparello, Lugagnano Val d'Arda, Vernasca.
In het noordoosten ligt het Lago di Mignano.
Nabij het dorp ontspringt de Arda

## Demografie
Morfasso telt ongeveer 680 huishoudens. Het aantal inwoners daalde in de periode 1991-2001 met 21,1% volgens cijfers uit de tienjaarlijkse volkstellingen van ISTAT.
| Jaar | Inwoneraantal |
| ---- | ------------- |
| 1991 | 1737          |
| 2001 | 1371          |

## Geboren in de gemeente
Silvio Oddi, kardinaal
Agazzano · Alseno · Alta Val Tidone · Besenzone · Bettola · Bobbio · Borgonovo Val Tidone · Cadeo · Calendasco · Caorso · Carpaneto Piacentino · Castel San Giovanni · Castell'Arquato · Castelvetro Piacentino · Cerignale · Coli · Corte Brugnatella · Cortemaggiore · Farini · Ferriere · Fiorenzuola d'Arda · Gazzola · Gossolengo · Gragnano Trebbiense · Gropparello · Lugagnano Val d'Arda · Monticelli d'Ongina · Morfasso · Ottone · Piacenza · Pianello Val Tidone · Piozzano · Podenzano · Ponte dell'Olio · Pontenure · Rivergaro · Rottofreno · San Giorgio Piacentino · San Pietro in Cerro · Sarmato · Travo · Vernasca · Vigolzone · Villanova sull'Arda · Zerba · Ziano Piacentino
1. ↑  https://demo.istat.it/?l=it.